# Temporada 2017 de TCR International Series
La temporada 2017 de TCR International Series fue la tercera y última temporada de TCR International Series. Jean-Karl Vernay se llevó el Campeonato de Pilotos y M1RA el Campeonato de Equipos. En 2018, esta categoría se fusionó con el Campeonato Mundial de Turismos.

## Equipos y pilotos
| Equipo                               | Auto                         | N.º | Pilotos                    | Rondas    |
| ------------------------------------ | ---------------------------- | --- | -------------------------- | --------- |
| Comtoyou Racing                      | Audi RS3 LMS TCR SEQ (2016)  | 1   | Stefano Comini             | Todas     |
| Comtoyou Racing                      | Audi RS3 LMS TCR SEQ (2016)  | 6   | Frédéric Vervisch          | 3-10      |
| Comtoyou Racing                      | SEAT León TCR SEQ            | 4   | Denis Dupont               | 9-10      |
| Leopard Racing Team WRT              | Volkswagen Golf GTI TCR SEQ  | 2   | Jean-Karl Vernay           | Todas     |
| Leopard Racing Team WRT              | Volkswagen Golf GTI TCR SEQ  | 3   | Robert Huff                | 3, 5-9    |
| Leopard Racing Team WRT              | Volkswagen Golf GTI TCR SEQ  | 14  | Jaap van Lagen             | 4, 7      |
| Leopard Racing Team WRT              | Volkswagen Golf GTI TCR SEQ  | 73  | Gordon Shedden             | 10        |
| M1RA                                 | Honda Civic Type-R TCR (FK2) | 5   | Roberto Colciago           | 1-7, 9-10 |
| M1RA                                 | Honda Civic Type-R TCR (FK2) | 9   | Attila Tassi               | Todas     |
| M1RA                                 | Honda Civic Type-R TCR (FK2) | 21  | Giacomo Altoè              | 8         |
| M1RA                                 | Honda Civic Type-R TCR (FK2) | 59  | Norbert Michelisz          | 6, 8      |
| M1RA                                 | Honda Civic Type-R TCR (FK2) | 95  | Josh Files                 | 10        |
| Lukoil Craft-Bamboo Racing           | SEAT León TCR SEQ            | 7   | Hugo Valente               | 1-4       |
| Lukoil Craft-Bamboo Racing           | SEAT León TCR SEQ            | 17  | Daniel Lloyd               | 5-10      |
| Lukoil Craft-Bamboo Racing           | SEAT León TCR SEQ            | 54  | James Nash                 | Todas     |
| Lukoil Craft-Bamboo Racing           | SEAT León TCR SEQ            | 74  | Pepe Oriola                | Todas     |
| Junior Team Engstler                 | Volkswagen Golf GTI TCR SEQ  | 8   | Luca Engstler              | 7         |
| WestCoast Racing                     | Volkswagen Golf GTI TCR SEQ  | 10  | Gianni Morbidelli          | Todas     |
| WestCoast Racing                     | Volkswagen Golf GTI TCR SEQ  | 13  | Benjamin Leuchter          | 10        |
| WestCoast Racing                     | Volkswagen Golf GTI TCR SEQ  | 19  | Kantadhee Kusiri           | 8         |
| WestCoast Racing                     | Volkswagen Golf GTI TCR SEQ  | 21  | Giacomo Altoè              | 1-7       |
| WestCoast Racing                     | Volkswagen Golf GTI TCR SEQ  | 99  | Rafaël Galiana             | 9         |
| Reno Racing                          | Honda Civic Type-R TCR (FK2) | 11  | Jens Reno Møller           | 3-7       |
| Delahaye Racing                      | SEAT León TCR SEQ            | 12  | Guillaume Mondron          | 3         |
| Delahaye Racing                      | Volkswagen Golf GTI TCR SEQ  | 25  | Edouard Mondron            | 3         |
| GE-Force                             | Alfa Romeo Giulietta RF TCR  | 15  | Shota Abkhazava            | 1         |
| GE-Force                             | Alfa Romeo Giulietta RF TCR  | 16  | Davit Kajaia               | Todas     |
| GE-Force                             | Alfa Romeo Giulietta RF TCR  | 62  | Dušan Borković             | Todas     |
| GE-Force                             | Alfa Romeo Giulietta RF TCR  | 88  | Michela Cerruti            | 2         |
| Icarus Motorsports                   | SEAT León TCR DSG            | 18  | Duncan Ende                | 1-3       |
| Icarus Motorsports                   | SEAT León TCR SEQ            | 18  | Duncan Ende                | 5-10      |
| Unicorse Team                        | Alfa Romeo Giulietta RF TCR  | 20  | Márk Jedlóczky             | 6         |
| DG Sport Compétition                 | Opel Astra TCR               | 23  | Pierre-Yves Corthals       | 1-4       |
| DG Sport Compétition                 | Opel Astra TCR               | 27  | Aurélien Comte             | 10        |
| DG Sport Compétition                 | Opel Astra TCR               | 66  | Grégoire Demoustier        | 5-7       |
| DG Sport Compétition                 | Opel Astra TCR               | 67  | Munkong Sathienthirakul    | 8         |
| DG Sport Compétition                 | Opel Astra TCR               | 70  | Maťo Homola                | Todas     |
| Botka Rally Team                     | Kia Cee'd TCR                | 26  | István Bernula             | 6         |
| Boutsen Ginion Racing                | Honda Civic Type-R TCR (FK2) | 28  | Aurélien Panis             | 7-10      |
| Boutsen Ginion Racing                | Honda Civic Type-R TCR (FK2) | 63  | Benjamin Lessennes         | 3         |
| Boutsen Ginion Racing                | Honda Civic Type-R TCR (FK2) | 64  | Tom Coronel                | 3         |
| ASK Vesnić                           | Audi RS3 LMS TCR SEQ (2016)  | 31  | Milovan Vesnić             | 5-7       |
| Top Run Motorsport                   | Subaru WRX STi TCR           | 32  | Luigi Ferrara              | 5         |
| Stian Paulsen Racing                 | SEAT León TCR SEQ            | 34  | Stian Paulsen              | 3-7       |
| Kissling Motorsport                  | Opel Astra TCR               | 35  | Thomas Jäger               | 5         |
| Pit Lane Competizioni                | Audi RS3 LMS TCR SEQ (2016)  | 36  | Enrico Bettera             | 5         |
| Ferry Monster Autosport              | SEAT León TCR SEQ            | 38  | Danny Kroes                | 7         |
| Michaël Mazuin Sport                 | Volkswagen Golf GTI TCR SEQ  | 52  | Maxime Potty               | 3         |
| Zele Racing                          | SEAT León TCR SEQ            | 55  | Ferenc Ficza               | 1-2, 4    |
| Zengő Motorsport                     | SEAT León TCR SEQ            | 55  | Ferenc Ficza               | 3, 5      |
| Zengő Motorsport                     | SEAT León TCR SEQ            | 80  | Dániel Nagy                | 6         |
| Zengő Motorsport                     | Kia Cee'd TCR                | 55  | Ferenc Ficza               | 6-7       |
| Zengő Motorsport                     | SEAT León TCR DSG            | 77  | Anett György               | 6         |
| Zengő Motorsport                     | SEAT León TCR DSG            | 78  | Csaba Tóth                 | 6         |
| Viper Niza Racing                    | SEAT León TCR SEQ            | 65  | Douglas Khoo               | 8         |
| ZZZ Team                             | Audi RS3 LMS TCR SEQ (2016)  | 71  | Tengyi Jiang               | 9-10      |
| ZZZ Team                             | Audi RS3 LMS TCR SEQ (2016)  | 81  | Zhendong Zhang             | 9-10      |
| CRC - Cappellari Reparto Corse       | SEAT León TCR DSG            | 76  | Daniele Cappellari         | 4         |
| Yontrakit Racing Team                | SEAT León TCR DSG            | 83  | Rattanin Leenutaphong      | 8         |
| RMI Racing Team by Sunoco            | SEAT León TCR DSG            | 84  | Pasarit Promsombat         | 8         |
| Billionaire Boys Racing              | Honda Civic Type-R TCR (FK2) | 85  | Chariya Nuya               | 8         |
| TBN MK Ihere Racing Team             | Honda Civic Type-R TCR (FK2) | 86  | Nattachak Hanjitkasen      | 8         |
| Morin Racing Team                    | SEAT León TCR DSG            | 96  | Nattanid Leewattanavaragul | 8         |
| Invitados que no pueden sumar puntos |                              |     |                            |           |
| BRC Racing Team                      | Hyundai i30 N TCR            | 30  | Gabriele Tarquini          | 9         |
| BRC Racing Team                      | Hyundai i30 N TCR            | 33  | Alain Menu                 | 9         |

## Calendario
El calendario fue anunciado en noviembre de 2016:
| Ronda | Ronda | Circuito                                       | Fecha           | Soporte                                   |
| ----- | ----- | ---------------------------------------------- | --------------- | ----------------------------------------- |
| 1     | 1     | Parque Motor Internacional de Rustavi, Tbilisi | 1 April         |                                           |
| 1     | 2     | Parque Motor Internacional de Rustavi, Tbilisi | 2 de abril      |                                           |
| 2     | 1     | Circuito Internacional de Baréin, Sakhir       | 15 de abril     | Gran Premio de Baréin                     |
| 2     | 2     | Circuito Internacional de Baréin, Sakhir       | 16 de abril     | Gran Premio de Baréin                     |
| 3     | 1     | Circuito de Spa-Francorchamps, Stavelot        | 6 de mayo       | 6 Horas de Spa-Francorchamps              |
| 3     | 2     | Circuito de Spa-Francorchamps, Stavelot        | 7 de mayo       | 6 Horas de Spa-Francorchamps              |
| 4     | 1     | Autodromo Nazionale Monza, Monza               | 13 May          | European Le Mans Series                   |
| 4     | 2     | Autodromo Nazionale Monza, Monza               | 14 de mayo      | European Le Mans Series                   |
| 5     | 1     | Salzburgring, Salzburg                         | 10 de junio     |                                           |
| 5     | 2     | Salzburgring, Salzburg                         | 11 de junio     |                                           |
| 6     | 1     | Hungaroring, Budapest                          | 17 June         | Deutsche Tourenwagen Masters              |
| 6     | 2     | Hungaroring, Budapest                          | 18 de junio     | Deutsche Tourenwagen Masters              |
| 7     | 1     | Motorsport Arena Oschersleben, Oschersleben    | 8 de julio      | ADAC TCR Germany Touring Car Championship |
| 7     | 2     | Motorsport Arena Oschersleben, Oschersleben    | 9 de julio      | ADAC TCR Germany Touring Car Championship |
| 8     | 1     | Circuito Internacional de Chang, Buriram       | 2 de septiembre | TCR Tailandia Series                      |
| 8     | 2     | Circuito Internacional de Chang, Buriram       | 3 de septiembre | TCR Tailandia Series                      |
| 9     | 1     | Circuito Internacional de Zhejiang, Zhejiang   | 7 de octubre    | TCR China Series TCR Asia Series          |
| 9     | 2     | Circuito Internacional de Zhejiang, Zhejiang   | 8 de octubre    | TCR China Series TCR Asia Series          |
| 10    | 1     | Autódromo de Dubái, Dubái                      | 17 de noviembre |                                           |
| 10    | 2     | Autódromo de Dubái, Dubái                      | 18 de noviembre |                                           |

## Resultados
| Carrera | Carrera | Circuito                              | Pole Position     | Vuelta rápida     | Piloto ganador    | Equipo ganador             | Resultados |
| ------- | ------- | ------------------------------------- | ----------------- | ----------------- | ----------------- | -------------------------- | ---------- |
| 1       | 1       | Parque Motor Internacional de Rustavi | Davit Kajaia      | Davit Kajaia      | Davit Kajaia      | GE-Force                   | Resultados |
| 1       | 2       | Parque Motor Internacional de Rustavi |                   | Pepe Oriola       | Pepe Oriola       | Lukoil Craft-Bamboo Racing | Resultados |
| 2       | 3       | Circuito Internacional de Baréin      | Maťo Homola       | Davit Kajaia      | Roberto Colciago  | M1RA                       | Resultados |
| 2       | 4       | Circuito Internacional de Baréin      |                   | Dušan Borković    | Dušan Borković    | GE-Force                   | Resultados |
| 3       | 5       | Circuito de Spa-Francorchamps         | Stefano Comini    | Stefano Comini    | Stefano Comini    | Comtoyou Racing            | Resultados |
| 3       | 6       | Circuito de Spa-Francorchamps         |                   | Stefano Comini    | Jean-Karl Vernay  | Leopard Racing Team WRT    | Resultados |
| 4       | 7       | Autodromo Nazionale Monza             | Frédéric Vervisch | Frédéric Vervisch | Roberto Colciago  | M1RA                       | Resultados |
| 4       | 8       | Autodromo Nazionale Monza             |                   | Attila Tassi      | Stefano Comini    | Comtoyou Racing            | Resultados |
| 5       | 9       | Salzburgring                          | Maťo Homola       | Stefano Comini    | Dušan Borković    | GE-Force                   | Resultados |
| 5       | 10      | Salzburgring                          |                   | Thomas Jäger      | Roberto Colciago  | M1RA                       | Resultados |
| 6       | 11      | Hungaroring                           | Norbert Michelisz | Norbert Michelisz | Attila Tassi      | M1RA                       | Resultados |
| 6       | 12      | Hungaroring                           |                   | Pepe Oriola       | Attila Tassi      | M1RA                       | Resultados |
| 7       | 13      | Motorsport Arena Oschersleben         | Gianni Morbidelli | Gianni Morbidelli | Gianni Morbidelli | WestCoast Racing           | Resultados |
| 7       | 14      | Motorsport Arena Oschersleben         |                   | Gianni Morbidelli | Gianni Morbidelli | WestCoast Racing           | Resultados |
| 8       | 15      | Circuito Internacional de Chang       | Maťo Homola       | Maťo Homola       | Norbert Michelisz | M1RA                       | Resultados |
| 8       | 16      | Circuito Internacional de Chang       |                   | Aurélien Panis    | Aurélien Panis    | Boutsen Ginion Racing      | Resultados |
| 9       | 17      | Circuito Internacional de Zhejiang    | Robert Huff       | Aurélien Panis    | Jean-Karl Vernay  | Leopard Racing Team WRT    | Resultados |
| 9       | 18      | Circuito Internacional de Zhejiang    |                   | Gianni Morbidelli | Robert Huff       | Leopard Racing Team WRT    | Resultados |
| 10      | 19      | Autódromo de Dubái                    | Gordon Shedden    | Pepe Oriola       | Pepe Oriola       | Lukoil Craft-Bamboo Racing | Resultados |
| 10      | 20      | Autódromo de Dubái                    |                   | Attila Tassi      | Stefano Comini    | Comtoyou Racing            | Resultados |

- [52]

## Puntuaciones
| Pos.          | 1.º           | 2.º           | 3.º           | 4.º           | 5.º           | 6.º           | 7.º           | 8.º           | 9.º           | 10.º          |
| Clasificación | Clasificación | Clasificación | Clasificación | Clasificación | Clasificación | Clasificación | Clasificación | Clasificación | Clasificación | Clasificación |
| ------------- | ------------- | ------------- | ------------- | ------------- | ------------- | ------------- | ------------- | ------------- | ------------- | ------------- |
| Pts.          | 5             | 4             | 3             | 2             | 1             |               |               |               |               |               |
| Carrera       |               |               |               |               |               |               |               |               |               |               |
| Pts.          | 25            | 18            | 15            | 12            | 10            | 8             | 6             | 4             | 2             | 1             |

## Clasificaciones

### Campeonato de Pilotos
| Pos.                                 | Piloto                     | RIM | RIM | BHR  | BHR | SPA | SPA | MNZ  | MNZ | SAL | SAL | HUN | HUN | OSC  | OSC | BUR  | BUR | ZHE  | ZHE | DUB | DUB | Pts. |
| ------------------------------------ | -------------------------- | --- | --- | ---- | --- | --- | --- | ---- | --- | --- | --- | --- | --- | ---- | --- | ---- | --- | ---- | --- | --- | --- | ---- |
| 1                                    | Jean-Karl Vernay           | 64  | 3   | 3    | 4   | 4   | 1   | 4    | 5   | 17† | WD  | 32  | 7   | Ret  | 3   | 4    | 5   | 2    | 12  | 32  | 15† | 226  |
| 2                                    | Attila Tassi               | 52  | 2   | 12   | 8   | 3   | 9   | 23   | 9   | 94  | 2   | 13  | 1   | DSQ  | 11† | 35   | 4   | 11   | 9   | 5   | 12  | 197  |
| 3                                    | Stefano Comini             | 3   | Ret | 8    | 9   | 1   | 3   | 8    | 1   | 3   | 3   | 12  | 10  | 6    | 5   | 7    | 3   | 13   | Ret | 7   | 1   | 196  |
| 4                                    | Pepe Oriola                | 7   | 1   | 6    | 7   | 9   | Ret | 3    | 8   | 53  | Ret | 54  | 2   | 18†5 | Ret | 21†  | Ret | 53   | 5   | 14  | Ret | 164  |
| 5                                    | Roberto Colciago           | 45  | 12  | 14   | 5   | 20  | 13  | 12   | 2   | 12  | 1   | 45  | 5   | 14   | Ret | WD   | WD  | 7    | 8   | Ret | DNS | 161  |
| 6                                    | Gianni Morbidelli          | 10  | 7   | 9    | 10  | 12  | 15  | 11   | 16  | 13  | 5   | 9   | Ret | 1    | 1   | 10   | 13  | 4    | 2   | 165 | 2   | 132  |
| 7                                    | James Nash                 | 13  | 5   | 7    | 2   | 11  | 8   | 12   | 4   | 6   | 6   | 7   | 9   | 4    | Ret | Ret2 | 7   | 9    | 3   | 4   | 11  | 129  |
| 8                                    | Dušan Borković             | 9   | 4   | 4    | 1   | 16  | 11  | 9    | Ret | 12  | Ret | NC  | Ret | Ret  | Ret | 2    | 6   | Ret  | DNS | 9   | 8   | 116  |
| 9                                    | Robert Huff                |     |     |      |     | 65  | 2   |      |     | Ret | WD  | Ret | 11  | 34   | Ret | 5    | 8   | 31   | 1   |     |     | 106  |
| 10                                   | Frédéric Vervisch          |     |     |      |     | 52  | 6   | 51   | 3   | 10  | Ret | Ret | 20† | 10   | 6   | 11   | 14  | 6    | Ret | 12  | 4   | 84   |
| 11                                   | Maťo Homola                | 11  | Ret | 131  | 13  | 24  | Ret | 75   | 6   | 21  | 10  | 10  | 12  | 7    | 2   | 22†1 | 9   | Ret  | Ret | 8   | Ret | 80   |
| 12                                   | Davit Kajaia               | 1   | 6   | Ret5 | 15† | 18  | 7   | 16†4 | 7   | 7   | 11  | 11  | Ret | 16   | 9†  | 8    | 23† | 8    | Ret | 10  | 10  | 76   |
| 13                                   | Giacomo Altoè              | 8   | 10  | 10   | Ret | 14  | 10  | Ret  | 12  | 15  | 8   | 8   | 4   | 5    | Ret | 6    | 2   |      |     |     |     | 63   |
| 14                                   | Norbert Michelisz          |     |     |      |     |     |     |      |     |     |     | 21  | 6   |      |     | 13   | 22† |      |     |     |     | 59   |
| 15                                   | Daniel Lloyd               |     |     |      |     |     |     |      |     | 11  | 7   | 6   | Ret | 23   | 4   | 9    | 11  | Ret5 | DNS | Ret | DNS | 50   |
| 16                                   | Hugo Valente               | Ret | 9   | 23   | 3   | 15  | Ret | 6    | Ret |     |     |     |     |      |     |      |     |      |     |     |     | 46   |
| 17                                   | Ferenc Ficza               | 23  | 13† | 11   | 6   | 13  | 14  | 10   | 10  | WD  | WD  | 19  | 14  | 12   | 10  |      |     |      |     |     |     | 32   |
| 18                                   | Benjamin Lessennes         |     |     |      |     | 23  | 5   |      |     |     |     |     |     |      |     |      |     |      |     |     |     | 31   |
| 19                                   | Gordon Shedden             |     |     |      |     |     |     |      |     |     |     |     |     |      |     |      |     |      |     | 21  | 7   | 31   |
| 20                                   | Aurélien Panis             |     |     |      |     |     |     |      |     |     |     |     |     | 15†  | DNS | 19   | 1   | 10   | 13  | 14  | 13  | 27   |
| 21                                   | Jens Reno Møller           |     |     |      |     | 21  | Ret | 14   | 13  | 8   | 9   | 14  | 3   | 17†  | 8   |      |     |      |     |     |     | 25   |
| 22                                   | Thomas Jäger               |     |     |      |     |     |     |      |     | 45  | 4   |     |     |      |     |      |     |      |     |     |     | 25   |
| 23                                   | Josh Files                 |     |     |      |     |     |     |      |     |     |     |     |     |      |     |      |     |      |     | 6   | 3   | 23   |
| 24                                   | Pierre-Yves Corthals       | 12  | 8   | 52   | 11  | 10  | Ret | 17†  | 14  |     |     |     |     |      |     |      |     |      |     |     |     | 19   |
| 25                                   | Edouard Mondron            |     |     |      |     | 7   | 4   |      |     |     |     |     |     |      |     |      |     |      |     |     |     | 18   |
| 26                                   | Benjamin Leuchter          |     |     |      |     |     |     |      |     |     |     |     |     |      |     |      |     |      |     | 133 | 6   | 13   |
| 27                                   | Zhendong Zhang             |     |     |      |     |     |     |      |     |     |     |     |     |      |     |      |     | 14   | 7   |     |     | 10   |
| 28                                   | Duncan Ende                | 14  | 11  | 15†  | 14  | 22  | 17  | WD   | WD  | 18† | Ret | Ret | Ret | 13   | 7   | 13   | 15  | 17   | 11  | 11  | 14  | 9    |
| 29                                   | Jaap van Lagen             |     |     |      |     |     |     | Ret  | 11  |     |     |     |     | 82   | Ret |      |     |      |     |     |     | 8    |
| 30                                   | Stian Paulsen              |     |     |      |     | 23  | Ret | 13   | Ret | Ret | Ret | Ret | 8   | DSQ  | Ret |      |     |      |     |     |     | 4    |
| 31                                   | Tom Coronel                |     |     |      |     | 8   | Ret |      |     |     |     |     |     |      |     |      |     |      |     |     |     | 4    |
| 32                                   | Rafael Galiana             |     |     |      |     |     |     |      |     |     |     |     |     |      |     |      |     | 15   | 10  |     |     | 4    |
| 33                                   | Danny Kroes                |     |     |      |     |     |     |      |     |     |     |     |     | 9    | Ret |      |     |      |     |     |     | 2    |
| 34                                   | Kantadhee Kusiri           |     |     |      |     |     |     |      |     |     |     |     |     |      |     | 12   | 10  |      |     |     |     | 1    |
| NC                                   | Grégoire Demoustier        |     |     |      |     |     |     |      |     | 14  | Ret | 13  | 13  | 11   | 12† |      |     |      |     |     |     | 0    |
| NC                                   | Michela Cerruti            |     |     | 14   | 12  |     |     |      |     |     |     |     |     |      |     |      |     |      |     |     |     | 0    |
| NC                                   | Munkong Sathienthirakul    |     |     |      |     |     |     |      |     |     |     |     |     |      |     | 14   | 12  |      |     |     |     | 0    |
| NC                                   | Enrico Bettera             |     |     |      |     |     |     |      |     | 16  | 12  |     |     |      |     |      |     |      |     |     |     | 0    |
| NC                                   | Guillaume Mondron          |     |     |      |     | 19  | 12  |      |     |     |     |     |     |      |     |      |     |      |     |     |     | 0    |
| NC                                   | Daniele Cappellari         |     |     |      |     |     |     | 15   | 15  |     |     |     |     |      |     |      |     |      |     |     |     | 0    |
| NC                                   | Márk Jedlóczky             |     |     |      |     |     |     |      |     |     |     | 16  | 15  |      |     |      |     |      |     |     |     | 0    |
| NC                                   | Chariya Nuya               |     |     |      |     |     |     |      |     |     |     |     |     |      |     | 15   | 16  |      |     |     |     | 0    |
| NC                                   | Shota Abkhazava            | 15  | Ret |      |     |     |     |      |     |     |     |     |     |      |     |      |     |      |     |     |     | 0    |
| NC                                   | Dániel Nagy                |     |     |      |     |     |     |      |     |     |     | 15  | DNS |      |     |      |     |      |     |     |     | 0    |
| NC                                   | Maxime Potty               |     |     |      |     | 17  | 16  |      |     |     |     |     |     |      |     |      |     |      |     |     |     | 0    |
| NC                                   | Nattanid Leewattanavaragul |     |     |      |     |     |     |      |     |     |     |     |     |      |     | 16   | 17  |      |     |     |     | 0    |
| NC                                   | Tengyi Jiang               |     |     |      |     |     |     |      |     |     |     |     |     |      |     |      |     | 16   | Ret |     |     | 0    |
| NC                                   | Aurélien Comte             |     |     |      |     |     |     |      |     |     |     |     |     |      |     |      |     |      |     | Ret | 16  | 0    |
| NC                                   | István Bernula             |     |     |      |     |     |     |      |     |     |     | DNS | 16  |      |     |      |     |      |     |     |     | 0    |
| NC                                   | Anett György               |     |     |      |     |     |     |      |     |     |     | 18  | 17  |      |     |      |     |      |     |     |     | 0    |
| NC                                   | Milovan Vesnić             |     |     |      |     |     |     |      |     | Ret | DNS | 17  | 19† |      |     |      |     |      |     |     |     | 0    |
| NC                                   | Rattanin Leenutaphong      |     |     |      |     |     |     |      |     |     |     |     |     |      |     | 17   | 19  |      |     |     |     | 0    |
| NC                                   | Denis Dupont               |     |     |      |     |     |     |      |     |     |     |     |     |      |     |      |     | Ret  | DNS | Ret | 17† | 0    |
| NC                                   | Csaba Tóth                 |     |     |      |     |     |     |      |     |     |     | 20  | 18  |      |     |      |     |      |     |     |     | 0    |
| NC                                   | Nattachak Hanjitkasen      |     |     |      |     |     |     |      |     |     |     |     |     |      |     | 18   | 20  |      |     |     |     | 0    |
| NC                                   | Pasarit Promsombat         |     |     |      |     |     |     |      |     |     |     |     |     |      |     | 23†  | 18  |      |     |     |     | 0    |
| NC                                   | Douglas Khoo               |     |     |      |     |     |     |      |     |     |     |     |     |      |     | 20   | 21  |      |     |     |     | 0    |
| NC                                   | Luca Engstler              |     |     |      |     |     |     |      |     |     |     |     |     | Ret  | DNS |      |     |      |     |     |     | 0    |
| NC                                   | Luigi Ferrara              |     |     |      |     |     |     |      |     | WD  | WD  |     |     |      |     |      |     |      |     |     |     | 0    |
| Invitados que no pueden sumar puntos |                            |     |     |      |     |     |     |      |     |     |     |     |     |      |     |      |     |      |     |     |     |      |
| NC                                   | Gabriele Tarquini          |     |     |      |     |     |     |      |     |     |     |     |     |      |     |      |     | 1    | 6   | 15  | 9   | 0    |
| NC                                   | Alain Menu                 |     |     |      |     |     |     |      |     |     |     |     |     |      |     |      |     | 12   | 4   | Ret | 5   | 0    |
| Pos.                                 | Equipo                     | RIM | RIM | BHR  | BHR | SPA | SPA | MNZ  | MNZ | SAL | SAL | HUN | HUN | OSC  | OSC | BUR  | BUR | ZHE  | ZHE | DUB | DUB | Pts. |

| Color     | Resultado                                                               |
| --------- | ----------------------------------------------------------------------- |
| Oro       | Ganador                                                                 |
| Plata     | 2.ª plaza                                                               |
| Bronce    | 3.ª plaza                                                               |
| Verde     | Finalizó en los puntos                                                  |
| Azul      | Finalizó sin puntos                                                     |
| Azul      | NC - No clasificado                                                     |
| Violeta   | Ret - No terminó (Carrera)                                              |
| Rojo      | DNQ - No se clasificó                                                   |
| Negro     | DSQ - Descalificado                                                     |
| Blanco    | DNS - No empezó (carrera)                                               |
| Blanco    | WD - Retirado (fin de semana)                                           |
| Blanco    | C - Carrera cancelada                                                   |
| Sin color | DNP - Inscrito pero no participó                                        |
| Sin color | INJ - Lesionado                                                         |
| Sin color | EX - Excluido                                                           |
| Estado    | Resultado                                                               |
| Negrita   | Pole position                                                           |
| Cursiva   | Vuelta rápida                                                           |
| †         | Abandona, pero clasifica al completar el porcentaje requerido para ello |

- [52]

### Campeonato de Equipos
| Pos. | Equipo                         | RIM | RIM | BHR | BHR | SPA | SPA | MNZ | MNZ | SAL | SAL | HUN  | HUN | OSC | OSC | BUR | BUR | ZHE | ZHE | DUB | DUB | Pts. |
| ---- | ------------------------------ | --- | --- | --- | --- | --- | --- | --- | --- | --- | --- | ---- | --- | --- | --- | --- | --- | --- | --- | --- | --- | ---- |
| 1    | M1RA                           | 45  | 2   | 14  | 5   | 3   | 9   | 12  | 2   | 94  | 1   | 1    | 1   | 14  | 11† | 13  | 2   | 6   | 6   | 5   | 3   | 439  |
| 1    | M1RA                           | 52  | 11  | 11  | 7   | 19  | 13  | 23  | 9   | 12  | 2   | 23   | 5   | DSQ | DNS | 35  | 4   | 10  | 7   | 6   | 10  | 439  |
| 2    | Lukoil Craft-Bamboo Racing     | 7   | 1   | 23  | 2   | 9   | 8   | 3   | 4   | 53  | 6   | 4    | 2   | 2   | 4   | 8   | 7   | 43  | 3   | 1   | 9   | 377  |
| 2    | Lukoil Craft-Bamboo Racing     | 13  | 5   | 6   | 3   | 11  | Ret | 6   | 8   | 6   | 7   | 5    | 8   | 4   | DNS | 20† | 11  | 85  | 5   | 4   | Ret | 377  |
| 3    | Leopard Racing Team WRT        | 64  | 3   | 3   | 4   | 4   | 1   | 4   | 5   | 17† | WD  | 32   | 6   | 34  | 3   | 4   | 5   | 1   | 1   | 2   | 6   | 375  |
| 3    | Leopard Racing Team WRT        |     |     |     |     | 65  | 2   | Ret | 11  | Ret | WD  | Ret5 | 10  | 8   | Ret | 5   | 8   | 2   | 10  | 3   | 13† | 375  |
| 4    | Comtoyou Racing                | 3   | Ret | 7   | 8   | 1   | 3   | 51  | 1   | 3   | 3   | 10   | 9   | 6   | 5   | 6   | 3   | 5   | Ret | 7   | 1   | 289  |
| 4    | Comtoyou Racing                |     |     |     |     | 52  | 6   | 8   | 3   | 10  | Ret | Ret  | 18† | 10  | 6   | 10  | 14  | 11  | Ret | 11  | 4   | 289  |
| 5    | WestCoast Racing               | 8   | 7   | 8   | 9   | 12  | 10  | 11  | 12  | 13  | 5   | 6    | 4   | 1   | 1   | 9   | 10  | 34  | 2   | 13  | 2   | 201  |
| 5    | WestCoast Racing               | 10  | 9   | 9   | Ret | 13  | 15  | Ret | 16† | 15  | 8   | 7    | Ret | 5   | DNS | 11  | 13  | 13  | 8   | 15† | 5   | 201  |
| 6    | GE-Force                       | 1   | 4   | 45  | 1   | 15  | 7   | 94  | 7   | 12  | 11  | 9    | Ret | 16  | 9   | 2   | 6   | 7   | Ret | 8   | 7   | 196  |
| 6    | GE-Force                       | 9   | 6   | 13  | 11  | 17  | 11  | 15† | Ret | 7   | Ret | Ret  | Ret | Ret | Ret | 7   | 22† | Ret | DNS | 9   | 8   | 196  |
| 7    | DG Sport Compétition           | 11  | 8   | 51  | 10  | 10  | Ret | 75  | 6   | 21  | 10  | 8    | 11  | 7   | 2   | 131 | 9   | Ret | Ret | 12  | 14† | 103  |
| 7    | DG Sport Compétition           | 12  | Ret | 122 | 12  | 23  | Ret | 16† | 14  | 14  | Ret | 11   | 12  | 11  | 12† | 21† | 12  |     |     | Ret | Ret | 103  |
| 8    | Boutsen Ginion Racing          |     |     |     |     | 23  | 5   |     |     |     |     |      |     | 15† | DNS | 18  | 1   | 9   | 11† | 14† | 11  | 64   |
| 8    | Boutsen Ginion Racing          |     |     |     |     | 8   | Ret |     |     |     |     |      |     |     |     |     |     |     |     |     |     | 64   |
| 9    | Zele Racing                    | 23  | 12† | 10  | 6   |     |     | 10  | 10  |     |     |      |     |     |     |     |     |     |     |     |     | 32   |
| 10   | Reno Racing                    |     |     |     |     | 20  | Ret | 13  | 13  | 8   | 9   | 12   | 3   | 18† | 8   |     |     |     |     |     |     | 25   |
| 11   | Kissling Motorsport            |     |     |     |     |     |     |     |     | 45  | 4   |      |     |     |     |     |     |     |     |     |     | 25   |
| 12   | Delahaye Racing                |     |     |     |     | 7   | 4   |     |     |     |     |      |     |     |     |     |     |     |     |     |     | 18   |
| 12   | Delahaye Racing                |     |     |     |     | 18  | 12  |     |     |     |     |      |     |     |     |     |     |     |     |     |     | 18   |
| 13   | ZZZ Team                       |     |     |     |     |     |     |     |     |     |     |      |     |     |     |     |     | 12  | 5   |     |     | 10   |
| 13   | ZZZ Team                       |     |     |     |     |     |     |     |     |     |     |      |     |     |     |     |     | 14  | Ret |     |     | 10   |
| 14   | Icarus Motorsports             | 14  | 10  | 14† | 13  | 21  | 17  | WD  | WD  | 18† | Ret | Ret  | Ret | 13  | 7   | 12  | 15  | 15  | 9   | 10  | 12  | 10   |
| 15   | Stian Paulsen Racing           |     |     |     |     | 22† | Ret | 12  | Ret | Ret | Ret | Ret  | 7   | DSQ | DNS |     |     |     |     |     |     | 6    |
| 16   | Ferry Monster Autosport        |     |     |     |     |     |     |     |     |     |     |      |     | 9   | Ret |     |     |     |     |     |     | 2    |
| 17   | Zengő Motorsport               |     |     |     |     | 14  | 14  |     |     | WD  | WD  | 13   | 13  | 12  | 10  |     |     |     |     |     |     | 1    |
| 17   | Zengő Motorsport               |     |     |     |     |     |     |     |     |     |     | 16   | 16  |     |     |     |     |     |     |     |     | 1    |
| -    | Pit Lane Competizioni          |     |     |     |     |     |     |     |     | 16  | 12  |      |     |     |     |     |     |     |     |     |     | 0    |
| -    | Unicorse Team                  |     |     |     |     |     |     |     |     |     |     | 14   | 14  |     |     |     |     |     |     |     |     | 0    |
| -    | CRC - Cappellari Reparto Corse |     |     |     |     |     |     | 14  | 15  |     |     |      |     |     |     |     |     |     |     |     |     | 0    |
| -    | Billionaire Boys Racing        |     |     |     |     |     |     |     |     |     |     |      |     |     |     | 14  | 16  |     |     |     |     | 0    |
| -    | ASK Vesnić                     |     |     |     |     |     |     |     |     | Ret | DNS | 15   | 17† |     |     |     |     |     |     |     |     | 0    |
| -    | Morin Racing Team              |     |     |     |     |     |     |     |     |     |     |      |     |     |     | 15  | 17  |     |     |     |     | 0    |
| -    | Botka Rally Team               |     |     |     |     |     |     |     |     |     |     | DNS  | 15  |     |     |     |     |     |     |     |     | 0    |
| -    | Michaël Mazuin Sport           |     |     |     |     | 16  | 16  |     |     |     |     |      |     |     |     |     |     |     |     |     |     | 0    |
| -    | Yontrakit Racing Team          |     |     |     |     |     |     |     |     |     |     |      |     |     |     | 16  | 19  |     |     |     |     | 0    |
| -    | TBN MK Ihere Racing Team       |     |     |     |     |     |     |     |     |     |     |      |     |     |     | 17  | 20  |     |     |     |     | 0    |
| -    | RMI Racing Team by Sunoco      |     |     |     |     |     |     |     |     |     |     |      |     |     |     | 22† | 18  |     |     |     |     | 0    |
| -    | Viper Niza Racing              |     |     |     |     |     |     |     |     |     |     |      |     |     |     | 19  | 21  |     |     |     |     | 0    |
| -    | Junior Team Engstler           |     |     |     |     |     |     |     |     |     |     |      |     | Ret | DNS |     |     |     |     |     |     | 0    |
| -    | Top Run Motorsport             |     |     |     |     |     |     |     |     | WD  | WD  |      |     |     |     |     |     |     |     |     |     | 0    |
| Pos. | Equipo                         | RIM | RIM | BHR | BHR | SPA | SPA | MNZ | MNZ | SAL | SAL | HUN  | HUN | OSC | OSC | BUR | BUR | ZHE | ZHE | DUB | DUB | Pts. |

| Color     | Resultado                                                               |
| --------- | ----------------------------------------------------------------------- |
| Oro       | Ganador                                                                 |
| Plata     | 2.ª plaza                                                               |
| Bronce    | 3.ª plaza                                                               |
| Verde     | Finalizó en los puntos                                                  |
| Azul      | Finalizó sin puntos                                                     |
| Azul      | NC - No clasificado                                                     |
| Violeta   | Ret - No terminó (Carrera)                                              |
| Rojo      | DNQ - No se clasificó                                                   |
| Negro     | DSQ - Descalificado                                                     |
| Blanco    | DNS - No empezó (carrera)                                               |
| Blanco    | WD - Retirado (fin de semana)                                           |
| Blanco    | C - Carrera cancelada                                                   |
| Sin color | DNP - Inscrito pero no participó                                        |
| Sin color | INJ - Lesionado                                                         |
| Sin color | EX - Excluido                                                           |
| Estado    | Resultado                                                               |
| Negrita   | Pole position                                                           |
| Cursiva   | Vuelta rápida                                                           |
| †         | Abandona, pero clasifica al completar el porcentaje requerido para ello |

- [52]

### Modelo del Año
| Pos. | Auto                         | Pts. |
| ---- | ---------------------------- | ---- |
| 1    | Volkswagen Golf GTI TCR      | 520  |
| 2    | Honda Civic Type-R TCR (FK2) | 515  |
| 3    | SEAT León TCR                | 435  |
| 4    | Audi RS3 LMS TCR (2016)      | 320  |
| 5    | Alfa Romeo Giulietta RF TCR  | 214  |
| 6    | Opel Astra TCR               | 154  |
| 7    | Kia Cee'd TCR                | 3    |
| Pos. | Auto                         | Pts. |

- [52]

### Citas
1. 1 2 3  fabio. «Comini in an Audi RS 3 LMS run by Comtoyou Racing». tcr-series.com (en inglés británico). Consultado el 22 de marzo de 2017.
2. ↑  «Frédéric Vervisch joins Comtoyou Racing from Spa». TouringCarTimes. Consultado el 26 de abril de 2017.
3. 1 2  Hudson, Neil (15 de septiembre de 2017). «Denis Dupont to make TCR International debut at Zhejiang». TouringCarTimes. Consultado el 15 de septiembre de 2017.
4. 1 2 3 4 5 6 7 8 9 10  «22-car entry list announced for the 2017 TCR International Series». TouringCarTimes. Consultado el 23 de marzo de 2017.
5. ↑  «Rob Huff signed up at Team WRT for the TCR International Series». TouringCarTimes. Consultado el 2 de mayo de 2017.
6. ↑  Salisbury, Matt (10 de mayo de 2017). «Jaap van Lagen gets Leopard Racing seat for Monza». TouringCarTimes. Consultado el 10 de mayo de 2017.
7. ↑  «Gordon Shedden to replace Rob Huff for Dubai season finale». TouringCarTimes. Consultado el 23 de octubre de 2017.
8. 1 2 3 4  Norbert, Michelisz. «A nap, amelyen versenycsapatot indítottam» (en húngaro). Consultado el 20 de marzo de 2017.
9. ↑  «Norbert Michelisz and Giacomo Altoè to race for M1RA at Buriram». TouringCarTimes. 30 de agosto de 2017. Consultado el 30 de agosto de 2017.
10. ↑  «Norbert Michelisz set to make TCR International Series debut along with the DTM». TouringCarTimes.com. 26 de mayo de 2017. Consultado el 26 de mayo de 2017.
11. ↑  «M1RA adds Josh Files for TCR finale - TouringCarTimes». TouringCarTimes (en inglés estadounidense). 7 de noviembre de 2017. Consultado el 7 de noviembre de 2017.
12. 1 2  «Craft-Bamboo back with Lukoil and with three cars». TouringCarTimes. Consultado el 13 de marzo de 2017.
13. 1 2 3  «Hugo Valente joins James Nash and Pepe Oriola at Craft-Bamboo». TouringCarTimes. Consultado el 15 de marzo de 2017.
14. ↑  «Daniel Lloyd replaces retiring Hugo Valente in TCR switch». TouringCarTimes. 8 de junio de 2017. Consultado el 8 de junio de 2017.
15. 1 2 3  «Luca Engstler will make TCR International Series debut at Oschersleben». TouringCarTimes. 30 de junio de 2017. Consultado el 30 de junio de 2017.
16. 1 2 3 4  «WestCoast Racing confirm car and drivers for 2017 TCR season». TouringCars.Net (en inglés estadounidense). 3 de marzo de 2017. Consultado el 3 de marzo de 2017.
17. ↑  «Benjamin Leuchter joins WestCoast Racing for Dubai». TouringCarTimes. 6 de noviembre de 2017. Consultado el 6 de noviembre de 2017.
18. ↑  Hudson, Neil (31 de agosto de 2017). «Kantadhee Kusiri replaces Giacomo Altoè at WestCoast Racing». TouringCarTimes. Consultado el 31 de agosto de 2017.
19. ↑  «Rafaël Galiana joins WestCoast Racing for Zhejiang - TouringCarTimes». TouringCarTimes (en inglés estadounidense). 27 de septiembre de 2017. Consultado el 27 de septiembre de 2017.
20. 1 2 3 4  Hudson, Neil (25 de abril de 2017). «TCR Benelux race winner Guillaume Mondron to join the International Series at Spa». TouringCarTimes. Consultado el 25 de abril de 2017.
21. ↑  Hudson, Neil (30 de abril de 2017). «Guillaume and Edouard Mondron confirmed for Spa-Francorchamps». TouringCarTimes. Consultado el 30 de abril de 2017.
22. ↑  «Georgian team GE-Force to run Giuliettas for Dusan Borkovic and Davit Kajaia». TouringCarTimes. Consultado el 14 de marzo de 2017.
23. 1 2  «Dusan Borkovic announces Alfa Romeo switch». TouringCarTimes. Consultado el 14 de marzo de 2017.
24. 1 2 3  «Georgia entry list». tcr-series.com. Archivado desde el original el 19 de septiembre de 2017. Consultado el 25 de marzo de 2017.
25. ↑  «Shota Abkhazava to drive the third Alfa Romeo Giulietta in Georgia». TouringCarTimes. Consultado el 1 de abril de 2017.
26. ↑  «Dušan Borković reveals switch to Alfa Romeo for 2017 TCR season». TouringCars.Net (en inglés estadounidense). 14 de marzo de 2017. Consultado el 14 de marzo de 2017.
27. ↑  «Michela Cerruti joins GE-Force for Bahrain». TouringCarTimes. 6 de abril de 2017. Consultado el 6 de abril de 2017.
28. 1 2 3  «Duncan Ende first confirmed driver for 2017 TCR International Series». TouringCarTimes.com. 14 de febrero de 2017. Consultado el 14 de febrero de 2017.
29. 1 2 3  «Unicorse Team confirm Alfa Romeo for Hungaroring». TouringCarTimes. 5 de junio de 2017. Consultado el 5 de junio de 2017.
30. 1 2 3  «Pierre-Yves Corthals set to race Opel Astra in TCR International Series». TouringCarTimes.com. 31 de enero de 2017. Consultado el 31 de enero de 2017.
31. ↑  «Aurélien Comte confirmed for TCR International Series debut - TouringCarTimes». TouringCarTimes (en inglés estadounidense). 10 de noviembre de 2017. Consultado el 10 de noviembre de 2017.
32. ↑  «Grégoire Demoustier joins DG Sport Compétition at Salzburgring». TouringCarTimes.com. 2 de junio de 2017. Consultado el 2 de junio de 2017.
33. ↑  «A Thai driver for DG Sport at Buriram». tcr-series.com (en inglés británico). Consultado el 28 de agosto de 2017.
34. ↑  fabio. «Corthals and Homola in DG Sport's Opel Astra cars». tcr-series.com (en inglés británico). Consultado el 23 de marzo de 2017.
35. 1 2 3  «István Bernula will make TCR debut for LP Winner Motorsport». TouringCarTimes.com. 14 de junio de 2017. Consultado el 14 de junio de 2017.
36. 1 2 3  fabio. «Benjamin Lessennes joins the International Series at Spa». tcr-series.com (en inglés británico). Consultado el 25 de abril de 2017.
37. ↑  «Aurélien Panis confirmed in TCR International with Boutsen-Ginion Racing – TouringCarTimes». www.touringcartimes.com (en inglés estadounidense). Consultado el 5 de julio de 2017.
38. ↑  «Tom Coronel to make TCR International Series debut at Spa». TouringCarTimes.com. 2 de mayo de 2017. Consultado el 2 de mayo de 2017.
39. 1 2 3  fabio. «Vesnić to race an Audi in the European Trophy». tcr-series.com (en inglés británico). Archivado desde el original el 1 de agosto de 2017. Consultado el 22 de marzo de 2017.
40. 1 2 3  «Seasonal debut in Austria for the Top Run Subaru». www.tcr-series.com (en inglés británico). 6 de junio de 2017. Consultado el 6 de junio de 2017.
41. 1 2 3  fabio. «Paulsen aims at the TCR European Trophy». tcr-series.com (en inglés británico). Consultado el 13 de marzo de 2017.
42. 1 2 3  Abbott, Andrew (2 de junio de 2017). «Thomas Jäger to make TCR International début at the Salzburgring». TouringCars.Net. Consultado el 2 de junio de 2017.
43. 1 2 3  Hudson, Neil (5 de junio de 2017). «Enrico Bettera entered in an Audi RS 3 at the Salzburgring». TouringCarTimes.com. Consultado el 5 de junio de 2017.
44. 1 2 3  «Kroes at Oschersleben with Ferry Monster Autosport». tcr-series.com (en inglés británico). 28 de junio de 2017. Consultado el 28 de junio de 2017.
45. 1 2  «TCR Benelux driver Maxime Potty to join WRT for International Series debut». TouringCarTimes.com. 2 de mayo de 2017. Consultado el 2 de mayo de 2017.
46. 1 2 3  Hudson, Neil (14 de junio de 2017). «Zengõ to run the new Kia as part of a five-car entry this weekend». TouringCarTimes.com. Consultado el 14 de junio de 2017.
47. 1 2 3 4 5 6 7 8 9 10 11 12 13 14 15 16 17 18  Hudson, Neil (28 de agosto de 2017). «Six TCR Thailand cars added to the International Series grid this weekend». TouringCarTimes.com. Consultado el 28 de agosto de 2017.
48. 1 2 3 4  Hudson, Neil (28 de septiembre de 2017). «Chinese squad ZZZ Team enter two Audi RS 3s for Zhejiang». TouringCarTimes.com. Consultado el 28 de septiembre de 2017.
49. 1 2 3  Hudson, Neil (10 de mayo de 2017). «Daniele Cappellari joins TCR International Series race at Monza». TouringCarTimes.com. Consultado el 10 de mayo de 2017.
50. 1 2 3 4  «Hyundai i30 N TCR set for International Series debut». tcr-series.com (en inglés británico). Consultado el 5 de septiembre de 2017.
51. ↑  «Monaco included on 2017 TCR International Series calendar». TouringCarTimes (en inglés estadounidense). 28 de noviembre de 2016. Consultado el 22 de noviembre de 2019.
52. 1 2 3 4  «TCR Standings». international.tcr-series.com. Consultado el 22 de noviembre de 2019.

- Datos: Q27940932